# Danio annulosus
Danio annulosus ist ein von nur einem Fundort am Karnaphulistausee in Bangladesch bekannter Bärbling der Gattung Danio. Die Art wurde erst 2015 beschrieben.

## Beschreibung
Die Typen haben eine Standardlänge zwischen 50 und 72 Millimeter für Weibchen und zwischen 41 und 51 Millimeter für Männchen, bei einer Kopflänge von 21 bis 24 Millimeter. Abgesehen davon ist kein Sexualdimorphismus erkennbar. Der Körper ist langgestreckt, der Kopf leicht abgeflacht und etwa so breit wie hoch. Die Schnauze ist kurz und abgerundet, die Länge entspricht einem Augendurchmesser. Das Maul ist endständig und es hat einen leicht vorstehenden Unterkiefer. Die Nasenbarteln reichen kaum über den Vordeckel hinaus, allenfalls bis zur Mitte des Kiemendeckels. Die Kinnbarteln sind deutlich länger, sie reichen bis zur Basis der Brustflossen oder etwas weiter.
Die jeweils ersten Strahlen der Brustflossen sind nur wenig verlängert und ungeteilt, der erste Strahl der Bauchflosse ist nicht verlängert. Über den Brustflossen befindet sich ein ausgeprägter schwarzer Schulterfleck von leicht längsovaler Form, dahinter ein orangefarbener Fleck, der bei konservierten Exemplaren nach einiger Zeit verblasst. Die Zeichnung wird von einer doppelten Reihe seitlicher dunkler Ringe dominiert, die sich mit kleinen Zwischenräumen vom hinteren Rand des Kiemendeckels entlang des Körpers erstrecken und deren untere nicht auf den Schwanzstiel übergeht. Bei lebenden Exemplaren sind die Linien dunkelblau und ihre Umgebung und das Innere der Ringe orange gefärbt. In der Seitenlinienreihe befinden sich 34 oder 35 Schuppen, während es bei Danio sysphigmatus 35 bis 38 Schuppen sind. Die Brustflossen reichen nicht über die Ansätze der Bauchflossen hinaus und die Bauchflossen reichen nicht bis zum After.
Schuppenformel
6,5/34-35/1;1,5/14
Flossenformel
Dorsale II/9½-11½; Anale III/13½-15½; Pectorale I/12-13; Ventrale I/7
Danio annulosus gehört zur Gruppe der informell als chain danios bezeichneten Arten der Gattung Danio. Sie haben als namensgebende Gemeinsamkeit eine auffällige seitliche Reihe von dunklen, durch kleine Zwischenräume getrennten Ringen. Weitere Übereinstimmungen sind die vollständige Seitenlinie, der verlängerte erste Strahl der Brust- und Bauchflossen, der schwarze Schulterfleck über den Brustflossen, die 14 Schuppen rund um den Schwanzflossenstiel und die Standardlänge von 60 bis 88 Millimeter. Mit der Kombination dieser Merkmale unterscheiden sich die chain danios von den übrigen Arten der Gattung, die nie alle der genannten Merkmale besitzen. Danio annulosus unterscheidet sich von allen anderen chain danios durch die deutlich kürzeren Brust- und Bauchflossen und den leicht langgestreckten oder querovalen Schulterfleck.
Die Art ähnelt besonders den beiden aus dem westlichen Myanmar stammenden Arten Danio catenatus und Danio concatenatus, unterscheidet sich jedoch von diesen durch Details der Zeichnung, die kürzeren Brustflossen und die mitochondriale DNA.

## Verbreitung
Die Terra typica und der einzige bekannte Fundort von Danio annulosus ist ein Becken am Fuß der Wasserfälle bei Shuvolong oder Shublong, etwa 11 Kilometer von Rangamati entfernt in der Provinz Chittagong Hill Tracts (22° 42′ 41,4″ N, 92° 15′ 35″ O). In der Gegend gibt es mehrere Wasserfälle, dessen höchster etwa 100 Meter Fallhöhe hat und an dessen Fuß sich der Fundort von Danio annulosus befindet. In der Regenzeit stürzt das Wasser direkt in den Karnaphulistausee. In der Trockenzeit läuft nur ein dünnes Rinnsal über die Felsen und speist einen etwa 40 Zentimeter tiefen Tümpel auf einer Felsterrasse, die in der Regenzeit durch den höheren Wasserstand des Stausees überflutet ist. In diesem Tümpel, der durch einen Abfluss von weniger als einem Zentimeter Wassertiefe in den See abläuft und keine Vegetation aufweist, wurde die gesamte Typenserie von Danio annulosus zusammen mit Garnelen, Schnecken und kleinen Fischen der ebenfalls neuen Art Garra mini gefangen. Im See konnten unmittelbar am Abfluss des Tümpels die in Bangladesch häufigen Fischarten Esomus danricus, Rasbora daniconius, Dermogenys burmanica, Aplocheilus panchax und Trichogaster lalius gefangen werden. Shuvolong kann von Rangamati mit Motorbooten erreicht werden und ist wegen der eindrucksvollen Wasserfälle und wegen des Marktes von Shuvolong ein Ziel des Tourismus geworden.
Es gilt als unwahrscheinlich, dass Danio annulosus aus dem oberen Wassersystem stammt, das die Wasserfälle speist. Die Fische werden wahrscheinlich bei hohem Wasserstand, wenn der beschriebene Tümpel vom See überflutet ist, durch den Zufluss von Frischwasser dorthin gelockt und sie werden bei sinkendem Wasserstand während der Trockenzeit vom See abgeschnitten. Bei extremer Trockenheit dürfte der Tümpel ganz trockenfallen, womit eine permanente Besiedlung durch die beiden dort gefundenen Fischarten ausgeschlossen ist. Ungeklärt ist, ob es sich um überlebende Reste einer Population handelt, deren Fließgewässer durch das Aufstauen des Karnaphulistausee in den 1960er Jahren vernichtet wurde, oder ob es sich um Tiere anderer Zuflüsse des Sees handelt, die während der Regenzeit an ihren Fangort gelangten.
Obwohl Danio annulosus nur an einem Ort gefunden wurde, geht man für die Art von einer weiteren Verbreitung im Einzugsgebiet des Karnaphuli aus. Die Provinz Chittagong Hill Tracts liegt am westlichen Rand einer Region, die für ihre große Biodiversität bekannt ist und sich vom östlichen Bangladesch über das benachbarte Myanmar bis nach Südchina, zum Fuß des Himalaya und zum größten Teil von Thailand erstreckt. Die bengalische Fischfauna dieser Region und des Flachlands um das Ganges-Brahmaputra-Delta scheinen sich deutlich zu unterscheiden und Danio annulosus gehört zur Fauna des östlichen Bangladesch und Myanmars.

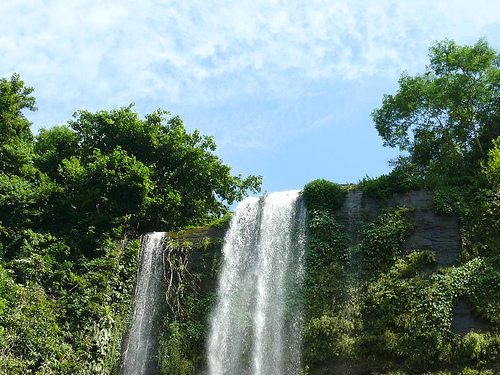
Shuvolong Falls im Sommer
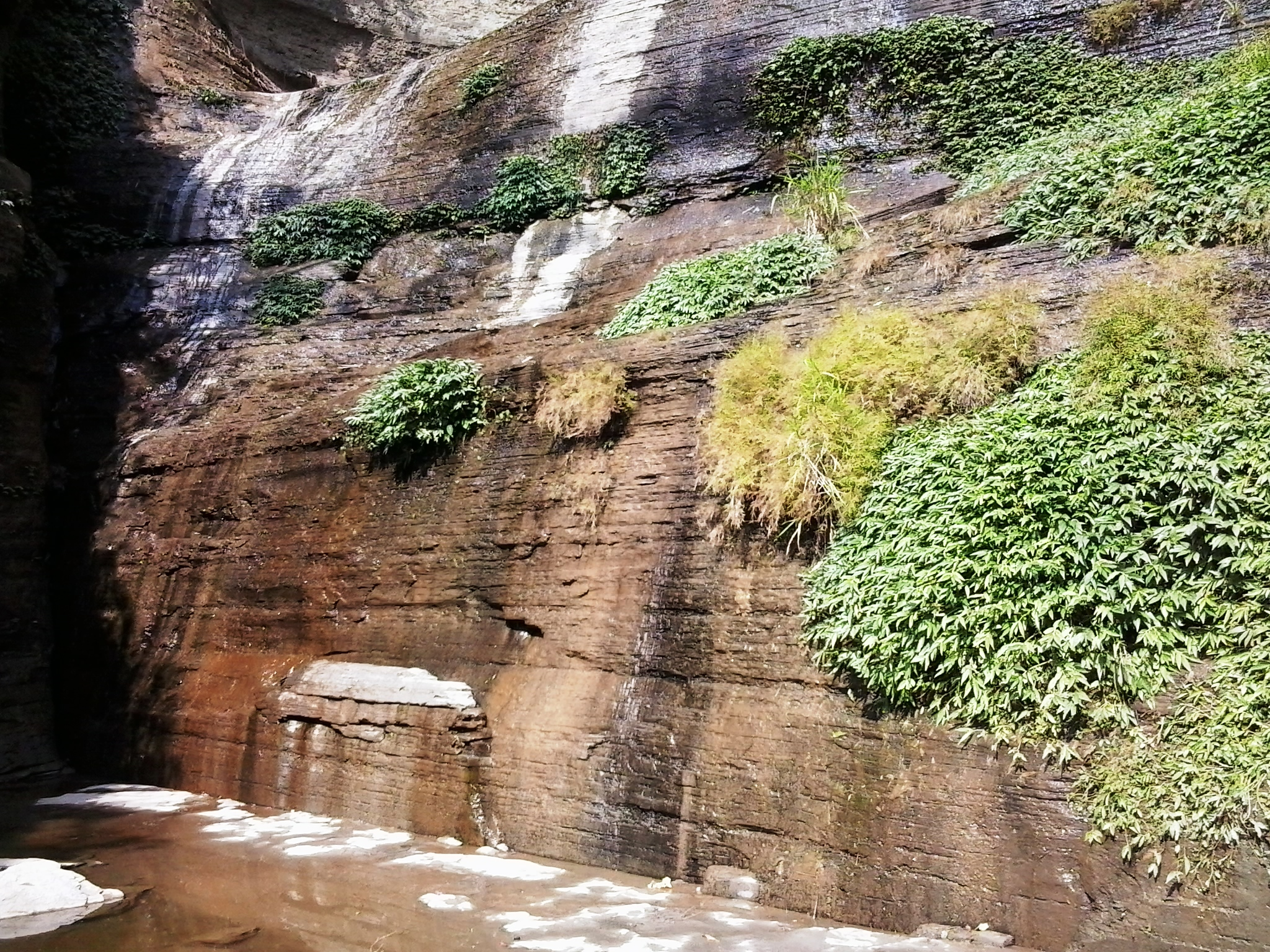
Wasserführung im Winter
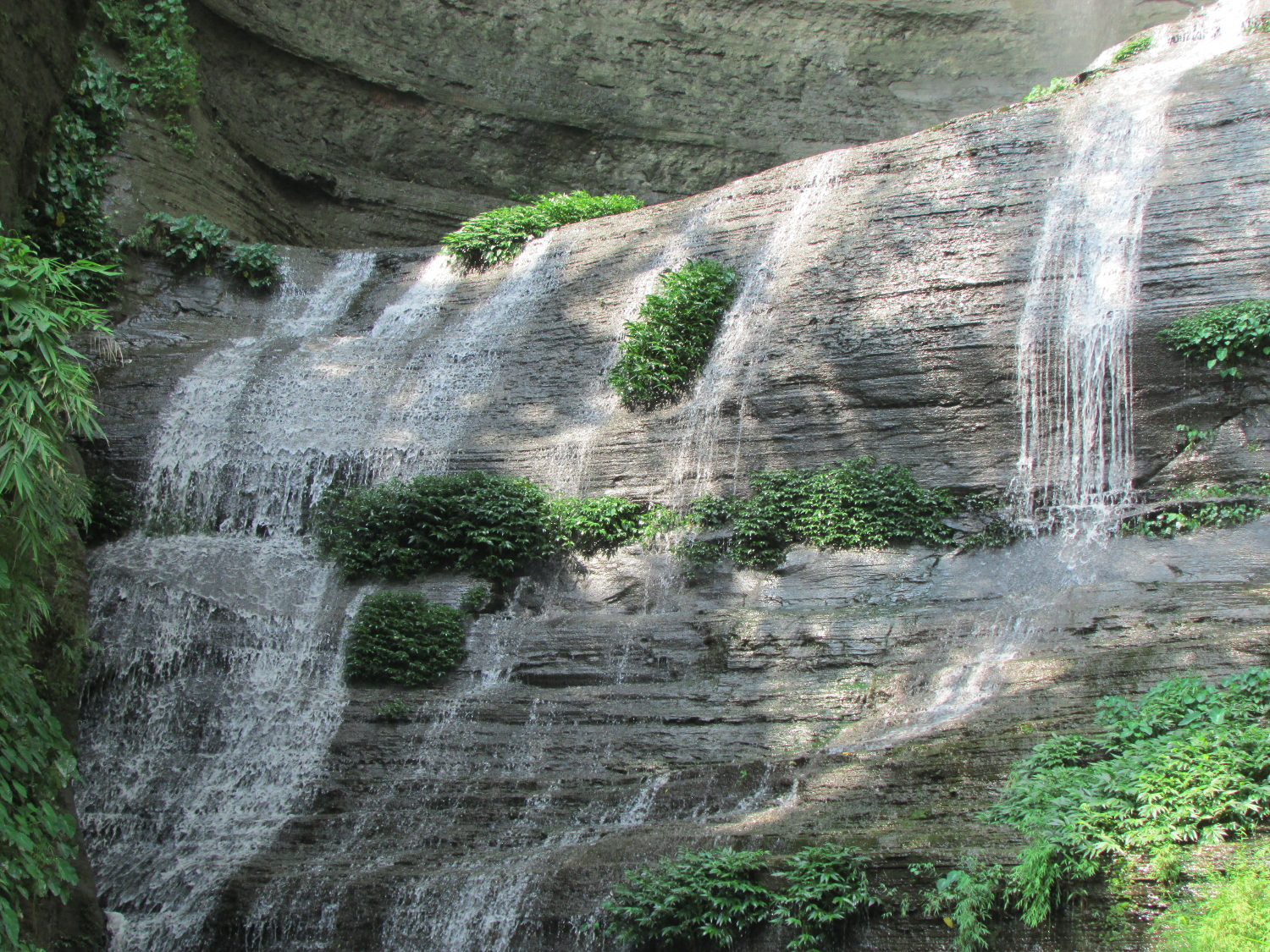
Ablauf von der Terrasse
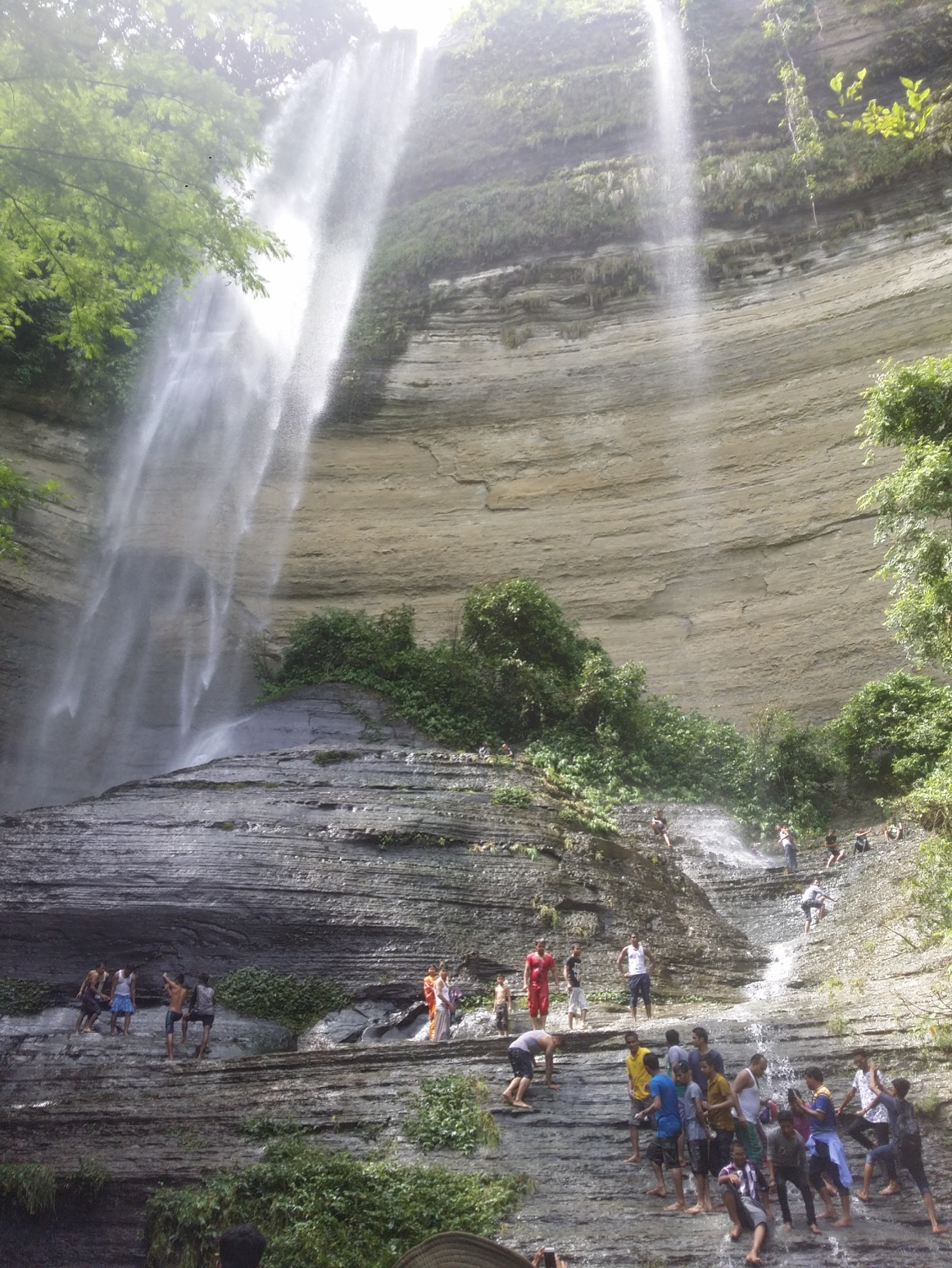
Shuvolong Falls als Touristenziel

## Gefährdung und Schutz
Mit Blick auf die fehlenden Informationen über mögliche weitere Fundorte und über die Häufigkeit der Art an dem bekannt gewordenen Fundort wurde im Jahr 2015 für die Rote Liste gefährdeter Arten Bangladeschs auf eine Einstufung verzichtet und auf die ungenügende Datengrundlage verwiesen (Kategorie DD – Data Deficient).

## Systematik
Der schwedische Ichthyologe Sven O. Kullander hat 2015 innerhalb der Gattung Danio vier Arten beschrieben, Danio assamila, Danio catenatus, Danio concatenatus und Danio sysphigmatus, die er wegen ihrer charakteristischen seitlichen Zeichnung mit dem schon länger bekannten Danio dangila zur informellen Gruppe der chain danios (deutsch: Ketten-Danios) zusammenfasste. In diese Gruppe gehört auch Danio annulosus.
Die informelle Gruppe der chain danios bildet eine Klade innerhalb der monophyletischen Gattung Danio. Innerhalb dieser Gruppe ist Danio annulosus das Schwestertaxon von Danio catenatus, neben diesen beiden steht als Schwestergruppe Danio concatenatus und Danio sysphigmatus.
Der Holotyp ist wahrscheinlich ein weibliches Exemplar und befindet sich mit vier wahrscheinlich männlichen Paratypen in der Sammlung der University of Dhaka. Vier wahrscheinlich weibliche und ein männlicher Paratyp wurden in die Sammlung des Natural History Museum in London aufgenommen.
Das Artepithet annulosus ist von dem lateinischen Substantiv anulus abgeleitet (deutsch: Ring). Es bezieht sich auf die seitlich in Längsrichtung angeordneten dunklen Ringe.